# David Holy
David Holy (* 12. Juli 1979 in Aschaffenburg) ist ein deutscher Produzent, Designer, Verleger, Hörspielregisseur, Autor und Unternehmer.

## Leben
David Holy studierte an der Universität Frankfurt am Main BWL und Japanologie. Das Studium brach er aber für sein Interesse an Computergrafik und -design ab. Stattdessen absolvierte er eine Lehre als Mediengestalter Bild und Ton bei einer lokalen Fernsehanstalt. Überwiegend arbeitete er hier in der Werbeproduktion als 3D-Designer und später als Kameramann für aktuelles Tagesgeschehen.
Nach erfolgreichem Abschluss der Lehre gründete er die Firma Holysoft und studierte parallel dazu Mediaproduction in Dieburg. Die Werbeagentur arbeitete für viele regionale Kunden, mittelständische Unternehmen und Konzerne. Er arbeitete im Bereich IPTV. In der Zeitschrift Videoaktiv Digital wurde er 2008 als ehrgeizige Konkurrenz für die großen Fernsehsender stilisiert.
Im Jahr 2009 gründete er den Verlag „HK Media GmbH & Co KG“. Dieser veröffentlichte 2010 die ersten Hörspielserien, darunter Die Letzten Helden. Von dem Magazin Hörbücher wurde diese aufgrund der großen Zahl an mitwirkenden Synchronsprechern und Schauspielern sowie der hohen Gesamtlaufzeit von bis zu über sechs Stunden pro Episode als „Größte Hörspielproduktion der Welt?“ betitelt. Holy arbeitet auch im Bereich Immobilien. Ende 2015 eröffnete er seinen persönlichen YouTube-Kanal, auf dem viele seiner Werke zu Werbezwecken kostenlos zur Verfügung stehen.

## Werke

### Hörspiel/Hörbuchserien
- 2008 Chronik der Verdammten, 1 Episode (6 geplant)
- 2010 Die letzten Helden, 24 Episoden und 3 Specials
- 2010 Heff der Chef, 24 Episoden
- 2010 Videospielhelden, 6 Episoden
- 2011 Drachenlanze, 12 Episoden
- 2012 Das Schwarze Auge Hörbücher, 6 Bücher
- 2016 Holy Klassiker, Klassiker der Weltliteratur, 100 Episoden
- 2016 Cyberdetective, 10 Episoden
- 2018 Holy Horror, 60 Episoden
- 2020 Hello Kitty, 24 Episoden
- 2021 Karl May, 31 Episoden
- 2021 Cthulhucalypse, 6 Episoden
- 2022 Die Abenteuer der Letzten Helden
- 2022 Sherlock Holmes Legends
- 2022 Van Dusen
- 2023 Die Bibel – Altes Testament
- 2023 Die Bibel – Neues Testament
- 2023 Lupin Legends
- 2023 Solomon Kane
- 2024 Lovecraft Legends
- 2024 Holy Crazy Crime
- 2024 Infinity

### Hörspiel Einzelwerke
- 2006 Der Zukunftszug
- 2016 Merle und die fließende Königin, 3 Hörspiele
- 2017 Arkadien Trilogie, 3 Hörspiele
- 2019 Sturmkönige Trilogie, 3 Hörspiele

### Bücher
- Das todgeweihte Kind, 2013, ISBN 978-3-941899-76-6
- Silbersterns Meisterplan, 2013, ISBN 978-3-941899-74-2
- Herr der Albträume, 2013, ISBN 978-3-941899-75-9

### Comic
- The Doomed Child / Das todgeweihte Kind, 2021

## Preise, Auszeichnungen und Nominierungen
- 2008 Simply CG Award, 2. Platz, Produkt und Design der Verpackung
- Mehrere Hörspiel des Monats Awards für Die Letzten Helden
- Nominierung als Beste Serie für Die Letzten Helden, Ohrkanus 2011